# Bodakva, Lohvîțea
Bodakva (în ucraineană Бодаква) este localitatea de reședință a comunei Bodakva din raionul Lohvîțea, regiunea Poltava, Ucraina.

## Demografie
Componența lingvistică a localității Bodakva
     Ucraineană (98%)
     Rusă (1,56%)
     Alte limbi (0,17%)
Conform recensământului din 2001, majoritatea populației localității Bodakva era vorbitoare de ucraineană (98%), existând în minoritate și vorbitori de rusă (1,56%).